# Полкан (серіал)
Полкан — український комедійний детективний серіал 2022 року, створений компанією Vavёrka Production на замовлення Нового каналу.

## Сюжет
Дія серіалу розгортається навколо завзятого та цинічного опера Павла Сафронова (Остап Ступка), який впав у кому, після чого його душа переселилася у дворового пса. Єдиний, хто чує голос поліцейського, — його молодий напарник, лейтенант Слава Курочка (Олег Гоцуляк), який тільки-но розпочав кар'єру в поліції. Разом із собакою він і розслідуватиме злочини, раз у раз потрапляючи в комічні ситуації, а також намагатиметься побудувати свої перші справжні стосунки з колегою по роботі, слідчою Вікторією (Юлія Буйновська).

## У ролях
- Остап Ступка
- Олег Гоцуляк
- Тарас Цимбалюк
- Юлія Буйновська
- Дмитро Вівчарюк
- Олександр Сугак
- Сергій Солопай
- бордер-коллі на прізвисько Челсі

## Виробництво
Виробництвом серіалу займалася компанія Vavёrka production на замовлення Нового каналу.
Серіал потрапив у Fresh TV Fiction — список найцікавіших серіальних новинок світу, який презентує аналітична компанія The Wit в Каннах. Конференція Fresh TV вважається головним профільним заходом, який щорічно збирає тисячі професіоналів з усіх країн.